# Turistická značená trasa 0328

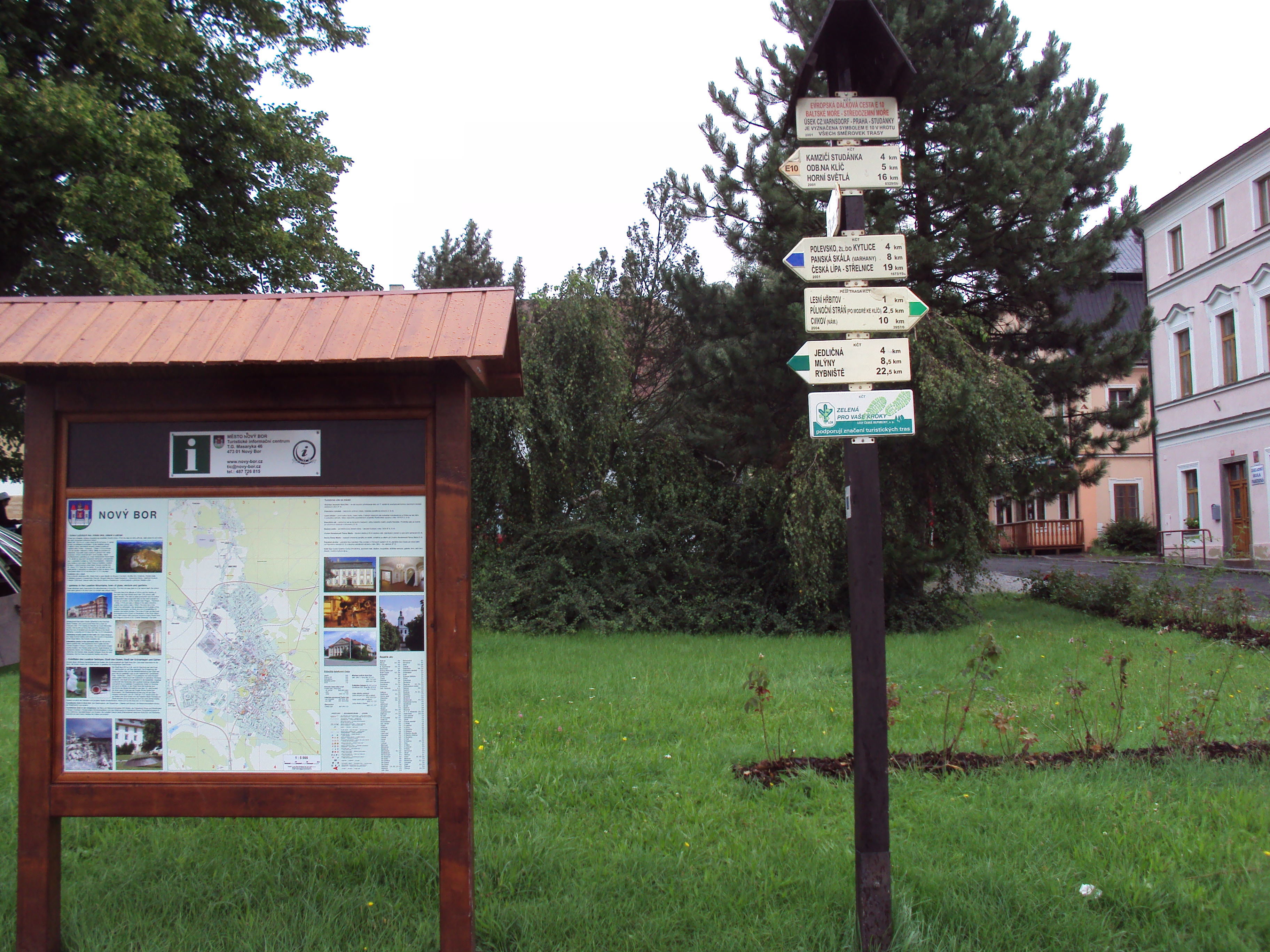
Začátek trasy v Novém Boru

Turistická značená trasa 0328 byla 35 km dlouhá cesta vytyčená červeným pásovým značením pro pěší turisty na Českolipsku, původně od Nového Boru přes Českou Lípu na Mimoň. První část byla později začleněna do mezinárodní trasy E10.

## Popis trasy
Turistická trasa byla vytyčena jako dálková trasa určená pěším turistům od úpatí Lužických hor do údolí Ploučnice. Je celá v okrese Česká Lípa, tj. Libereckém kraji.

### Část E10

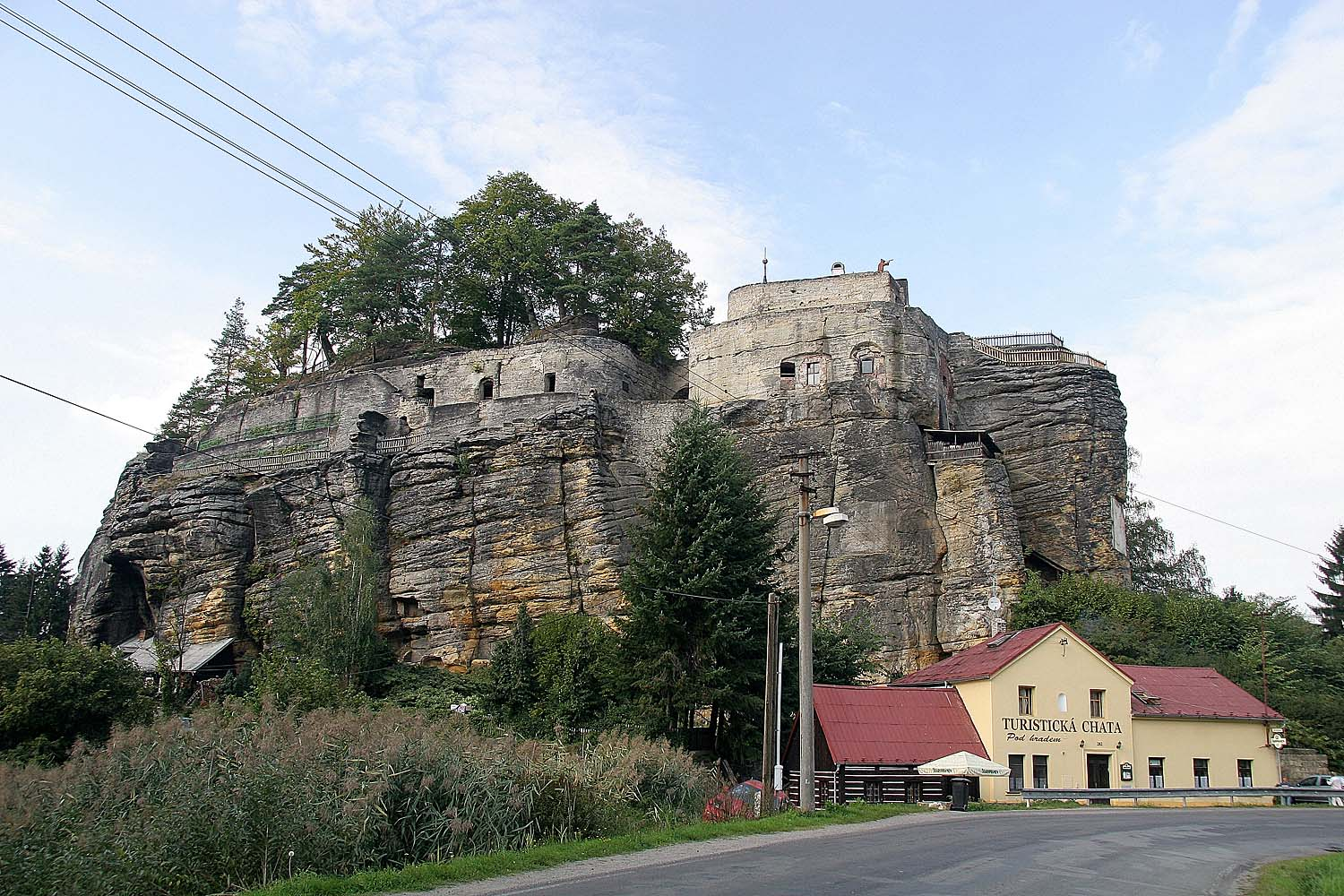
Skalní hrad Sloup je dominantou trasy

Na náměstí v Novém Boru (výška 360 m) od rozcestníku značek (spolu s zelenou na Cvikov a modrou na Kamenický Šenov) s mapou byla vedena kolem skalního hradu Sloup (rozcestník je ve výšce 285 m n. m., 4 km od startu), kolem vrcholu kopce Slavíček (538 m n. m. a 6 km), údolím s Modlivým dolem přes Svojkov (7,5 km) na Písečnou (265 m. a 12,5 km) do České Lípy k rozcestníku nedaleko nádraží (250 m., 18 km).

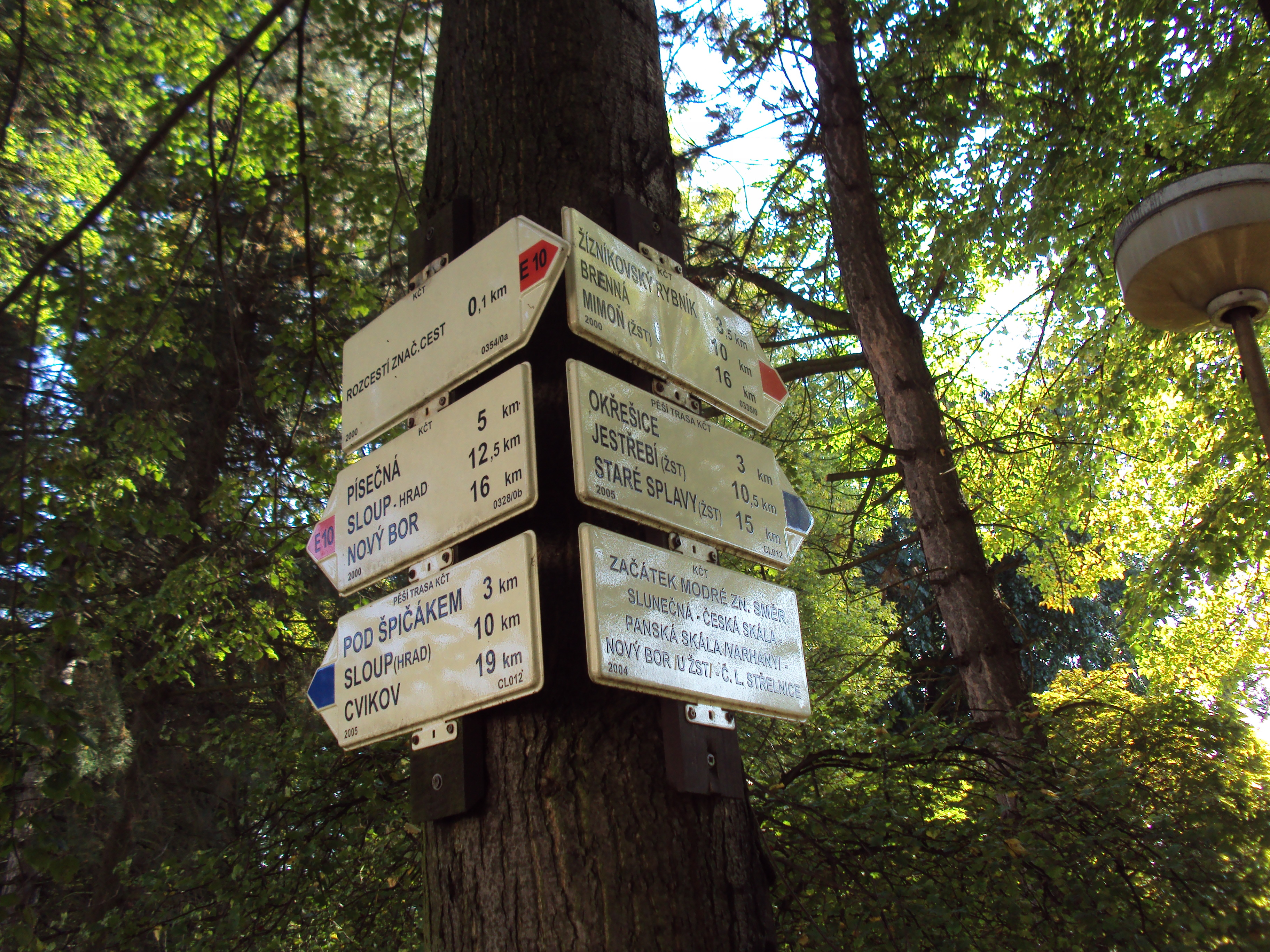
Rozcestník v České Lípě

Rozcestník u podchodu k autobusovému nádraží dnes patří mimo zde popsaných červených tras i ukazatelům modré trasy. Těchto 18 km bylo později začleněno do evropské dálkové trasy E10, která odtud pokračuje na jih.

### Část na Mimoň
Z České Lípy červeně značená trasa vede rovinou poblíž říčky Ploučnice od zmiňovaného rozcestníku na východ přes českolipskou čtvrť Svárov k Žizníkovu a Heřmaničkám (obě vesničky jsou dnes součást České Lípy), dál kolem mlýna v Brenné (část Zákup) až do Mimoně na náměstí. Zde trasa končila po 35 km od startu v Novém Boru. Vzdušnou čarou je start od cíle 16 km.

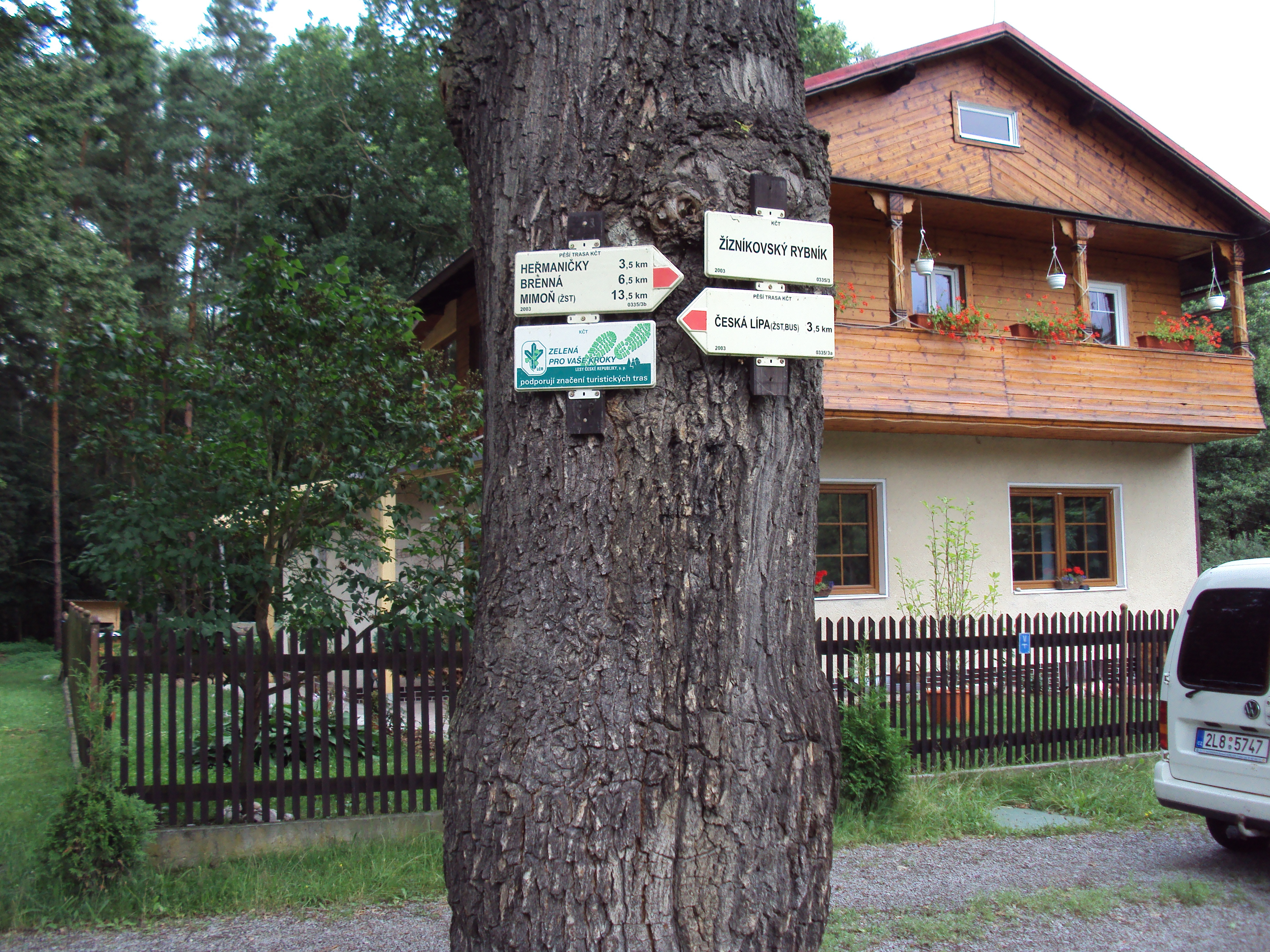
Trasa v Žízníkově

V Mimoni lze pokračovat po červené (původní číslo 0335) přes Ralsko dál směrem k Liberci

## Hlavní zajímavosti trasy
Vyznačená cesta spojuje největší města Českolipska (Nový Bor, Česká Lípa i Mimoň) s desítkami historických památek. Mimo ně je na trase zajímavá obec Sloup v Čechách se skalním hradem Sloup, lesním divadlem, novou rozhlednou a Samuelovou jeskyní. Dále obec Svojkov s Modlivým dolem, zříceninou skalního hradu, před Mimoní jsou i pro pěší turisty zajímavé meandry Ploučnice a pastviny plné koní.

## Značení

V terénu je trasa značena pásovými červenými značkami

V celém úseku jsou pásové turistické značky a rozcestníky KČT. Některé směrovky jsou stále označeny číslem trasy 0328, u nově instalovaných cedulek je jen označení rozcestníku (např. CL017). Směrovky jsou doplněny cedulkou sponzora tras Lesy České republiky.

## Vodopis a horopis
Trasa je vedena Ralskou pahorkatinou a povodím Ploučnice (ta je přítokem Labe).

## Souřadnice
- Začátek trasy v Novém Boru: 50°45′33″ s. š., 14°33′26″ v. d.
- Konec trasy v Mimoni: 50°39′34″ s. š., 14°43′28″ v. d.